# Diospyros scabiosa
Diospyros scabiosa är en tvåhjärtbladig växtart som beskrevs av Bakh. Diospyros scabiosa ingår i släktet Diospyros och familjen Ebenaceae. Inga underarter finns listade i Catalogue of Life.